# 轮胎平衡

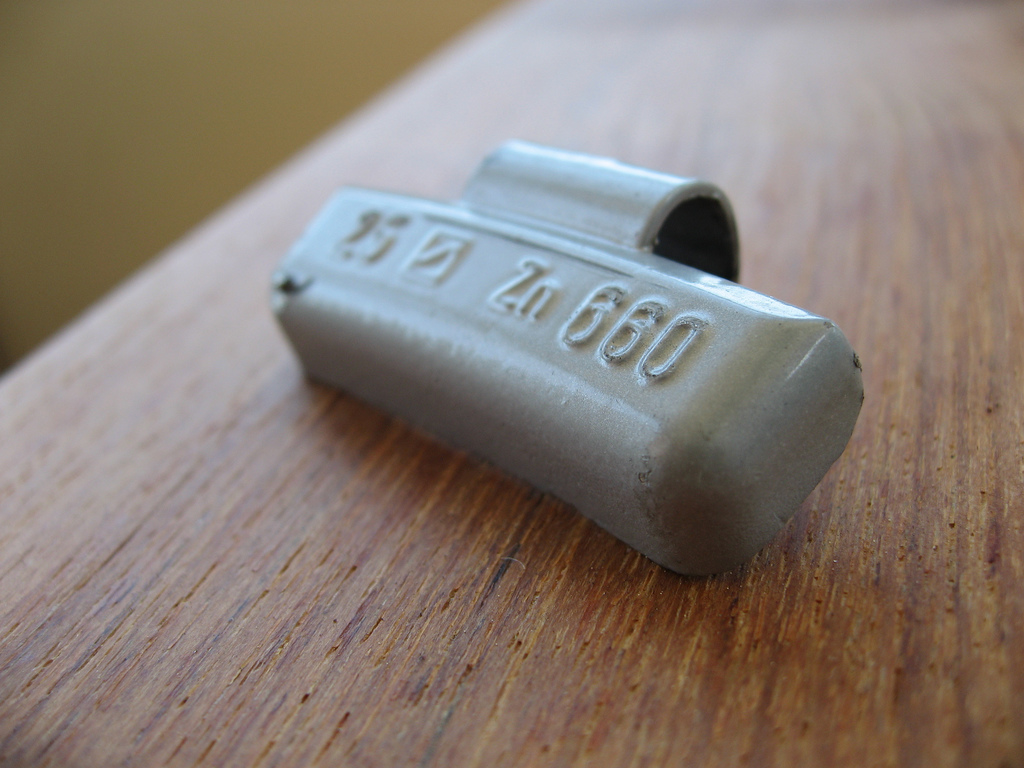
25g的锌块

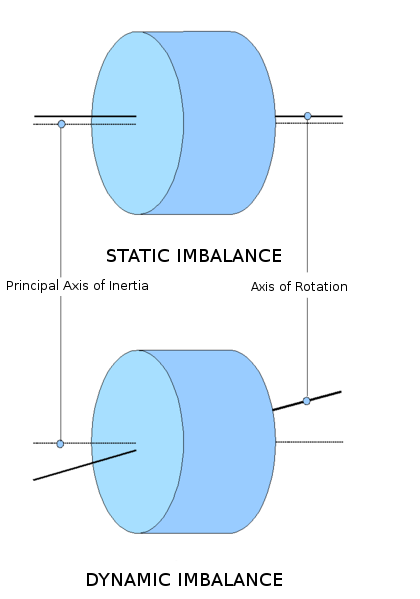
轮胎平衡：静平衡（上）和动平衡（下）

轮胎平衡使质量在一个汽车车轮（包括轮胎）中平衡分布，可分为静平衡和动平衡。动态不平衡会使车轮摇摆，令轮胎产生波浪型磨损；静态不平衡会产生颠簸和跳动现象，往往使轮胎产生平斑现象。 随着速度的增加，不平衡引起的震动会更明显。一般更换新轮胎时要做车轮动平衡。

## 动平衡
動平衡描述了當輪胎以高速旋轉時因質量不對稱分布而產生的力。现有的传感器，如防抱死制动系统(ABS)、车轮速度传感器等可以实时检测轮胎不平衡。

## 原理
为减少车轮摆动，可在车轮的轮毂添加一个小重量。

## 环境影响
传统上使用铅做平衡块，但因鉛具有毒性，欧洲在2002年6月通过法案，禁止用铅做动平衡，而用含锌或铜的铅合金或完全无铅的平衡块。